# 香港特別行政區第4屆區議會補選
香港特別行政區第4屆區議會補選是指所有第4屆區議會任期內（即2011年區議會選舉後至2015年區議會選舉前）的香港區議會補選。

## 2012年沙田區議會鞍泰選區補選
是次補選是香港特別行政區成立後第25次進行的香港區議會議席補選。

### 背景
沙田區議會鞍泰選區區議員，民建聯成員楊祥利因投資失利而被頒布破產令，按法例破產人士不得擔任公職人員，需進行補選。

### 補選前期工作
民政事務總署沙田區民政事務專員獲委任為選舉主任。8月31日，總選舉事務主任於憲報刊登補選公告，把11月4日指定為補選的投票日。補選的提名期由9月21日開始，至10月4日結束。

### 參選人

#### 正式候選人
（1）陳珮明
報稱立法會議員助理，新民主同盟成員。
（2）蘇達良
報稱資訊科技，獨立人士。曾以人民力量身份2011年香港區議會選舉參選本選區落敗。
（3）招文亮
報稱金融機構聯席董事，民建聯成員。
（4）陳國強（國強）
報稱公司董事，獨立候選人。曾參選2010年香港立法會地方選區補選及2012年香港立法會選舉新界東選區落敗。
（5）游月華
報稱董事，民主黨成員。曾在2011年香港區議會選舉參選鄰近的錦濤選區落敗。

### 投票日
補選於2012年11月4日（星期日）舉行， 投票時間：香港時間7:30至22:30。鞍泰選區投票站設於新界沙田馬鞍山寧泰路27號德信中學。

### 選舉結果
是次選舉，佔本區多數居民的錦泰苑「封邨」，不准任何選舉活動，使各參選人的選舉空間被壓縮。
在前任民建聯議員楊祥利破產失去席位，加上曾由楊祥利控制、民建聯的衛星組織馬鞍山民康促進會使用250萬公帑及政府廉價批地興建的單車俱樂部爛尾醜聞下，民建聯的得票大跌。惟在泛民分裂，民主黨及新民主同盟分別派人參選下，民建聯的招文亮漁人得利，以1488票（33.8%）當選，較民主黨的游月華多45票。招文亮的得票率較2009年葵盛東邨補選中以37.1%當選的賴芬芳更低，僅高於在2005年鴨脷洲北補選中與另一候選人同得31.3%有效票、依例進行抽籤後當選的張錫容。
| 政党   | 政党       | 候选人         | 票数  | %      | ±       |
| ------ | ---------- | -------------- | ----- | ------ | ------- |
|        | 新民主同盟 | 陳珮明         | 1,329 | 30.16% |         |
|        | 獨立       | 蘇達良         | 53    | 1.2%   | ▼9.24%  |
|        | 民建聯     | 招文亮         | 1,488 | 33.76% | ▼21.48% |
|        | 獨立       | 陳國強（國強） | 83    | 1.88%  |         |
|        | 民主黨     | 游月華         | 1,443 | 32.74% | ▼1.54%  |
| 投票率 | 投票率     | 投票率         | 4,407 | 39.4%  | ▼2.95%  |
| 多数票 | 多数票     | 多数票         | 45    | 1.02%  |         |

官方宣佈招文亮當選。

### 選舉過後各候選人發展
- 招文亮其後在2015年香港區議會選舉參選鞍泰選區，並以3657票成功連任。於2019年香港區議會選舉繼續參選鞍泰選區落敗。
- 游月華其後在2015年香港區議會選舉參選鞍泰選區，仍以2647票落敗，但這次泛民陣營只派出一名候選人。
- 陳國強其後在2015年香港區議會選舉參選錦濤選區成功當選為區議員，但於2016年香港立法會選舉及2018年3月香港立法會補選新界東選區被取消資格。於2019年香港區議會選舉繼續參選錦濤選區，但最終退選，連任失敗。
- 陳珮明其後在2015年香港區議會選舉前退出新民主同盟，並沒有參選，再於2016年加入公民黨。於2019年香港區議會選舉參選海嵐選區，成功當選為區議員。
- 蘇達良其後於2019年香港區議會選舉參選大埔船灣選區，成功當選為區議員。

## 2013年沙田區議會田心選區補選
是次補選是香港特別行政區成立後第26次進行的香港區議會議席補選。

### 背景
沙田區議會田心選區區議員，民建聯成員劉江華因出任政制及內地事務局副局長，自行辭去區議員一職，根據《區議會條例》，其民選議席空缺將進行補選。

### 補選前期工作
民政事務總署沙田區民政事務專員獲委任為選舉主任。1月11日，總選舉事務主任於憲報刊登補選公告，把3月10日指定為補選的投票日。補選的提名期由1月18日開始，至1月31日結束。

### 參選人

#### 正式候選人
（1）林匡正
報稱電台主持，人民力量/前綫成員。
（2）潘國山
報稱社區工作者，新民黨/公民力量成員。曾於2004年至2011年任該區區議員，2011年區議會選舉最後一日退選讓路予劉江華參選。
（3）丁士元（丁仔）
報稱立法會議員助理，民主黨成員。前沙田區議員（耀安選區，位於馬鞍山）（2004年至2007年），曾於2007年及2011年香港區議會選舉參選沙田區耀安選區但落敗。
（4）蘇佩琳
報稱補習導師，沒有申報政治聯繫。新青年民主幹線主席。

### 投票日
補選於2013年3月10日（星期日）舉行，投票時間：香港時間7:30至22:30。田心選區投票站設於新界沙田隆亨邨隆亨社區中心。

### 選舉結果
| 政党   | 政党     | 候选人         | 票数  | %      | ±       |
| ------ | -------- | -------------- | ----- | ------ | ------- |
|        | 人民力量 | 林匡正         | 531   | 14.5%  |         |
|        | 新民黨   | 潘國山         | 2,432 | 66.43% |         |
|        | 民主黨   | 丁士元（丁仔） | 675   | 18.44% |         |
|        | 獨立     | 蘇佩琳         | 23    | 0.63%  |         |
| 投票率 | 投票率   | 投票率         | 3,673 | 45.4%  | ▲21.96% |
| 多数票 | 多数票   | 多数票         | 1,757 | 47.99% |         |

官方宣佈潘國山當選。

### 選舉過後各候選人和原議員的發展
- 潘國山其後在2015年香港區議會選舉參選田心選區，自動當選成功連任。於2019年香港區議會選舉繼續參選田心選區落敗。
- 丁士元其後在2015年香港區議會選舉參選位於馬鞍山的錦英選區，成功當選重返議會。於2019年香港區議會選舉繼續參選錦英選區當選成功連任，於2021年6月1日自行辭任區議員。
- 劉江華其後在2015年7月21日升任為民政事務局局長。

## 2013年觀塘區議會坪石選區補選
是次補選是香港特別行政區成立後第27次進行的香港區議會議席補選。

### 背景
觀塘區議會坪石選區區議員，民建聯成員陳百里因出任商務及經濟發展局政治助理，自行辭去區議員一職，故需進行補選。

### 補選前期工作
民政事務總署觀塘區民政事務專員獲委任為選舉主任。3月22日，總選舉事務主任於憲報刊登補選公告，把5月26日指定為補選的投票日。補選的提名期由4月5日開始，至4月18日結束。

### 參選人

#### 正式候選人
（1）陳俊傑
報稱社區工作者，民建聯成員，為立法會議員、主權移交後第一屆、第二屆本區區議員陳鑑林長子。

（2）梁國雄（長毛）
報稱立法會議員，時為社民連主席兼新界東立法會議員，居於附近的啟業邨，曾於2003年香港區議會選舉參選東區錦屏選區及2011年香港區議會選舉參選中西區觀龍選區均落敗。是次參選為了阻止陳氏自動當選。 

### 投票日
補選於2013年5月26日（星期日）舉行，投票時間：香港時間7:30至22:30。坪石選區投票站設位於九龍清水灣道10號坪石天主教小學。

### 選舉結果
| 政党   | 政党   | 候选人 | 票数  | %      | ±       |
| ------ | ------ | ------ | ----- | ------ | ------- |
|        | 民建聯 | 陳俊傑 | 2,258 | 65.34% | ▼15.31% |
|        | 社民連 | 梁國雄 | 1,198 | 34.67% | ▲11.82% |
| 投票率 | 投票率 | 投票率 | 3,483 | 44.77% | ▼2.60%  |
| 多数票 | 多数票 | 多数票 | 1,060 | 30.67% | ▼23.63% |

官方宣佈陳俊傑當選。

### 選舉過後各人發展
- 陳俊傑其後在2015年香港區議會選舉參選坪石選區，自動當選成功連任。於2019年香港區議會選舉繼續參選坪石選區落敗。
- 陳百里其後在2017年8月2日升任為商務及經濟發展局副局長。
- 梁國雄其後在2019年香港區議會選舉參選九龍城區議會土瓜灣北選區落敗。

## 2013年油尖旺區議會京士柏選區補選
是次補選是香港特別行政區成立後第28次進行的香港區議會議席補選。

### 背景
京士柏選區議席原本由西九新動力梁偉權僅以2票勝出，其後民協林健文對選舉結果司法覆核，至2013年3月22日，高等法院裁定選舉結果無效，需要補選。但梁偉權向終審法院上訴。終審法院2013年7月4日再否決梁的終審上訴許可。在是次補選進行之後，原區議員梁偉權就涉嫌違反《選舉條例》一案，被九龍城裁判法院判罰15,000元。

### 補選前期工作
民政事務總署署長在2013年7月12日宣布油尖旺區議會京士柏選區一民選議員議席出缺。選舉事務處發言人在2013年7月26日宣布將10月27日定為補選日，以填補一個民選區議員議席空缺。提名期會在2013年9月6日至19日。

### 參選人

#### 正式候選人
（1）陳文
報稱電器技工，調理農務蘭花系成員。
（2）鄧浩斌
報稱公司董事，沒有申報政治聯繫。獲建制派支持接替原議員梁偉權參選。
（3）林健文
報稱律師，時為民協成員。前九龍城區議員（海心選區）（2004年至2007年），曾於2011年香港區議會選舉參選本選區以兩票之差落敗。
（4）符傳富
報稱會計師，自由黨成員。

### 投票日
補選於2013年10月27日（星期日）舉行，投票時間：香港時間7:30至22:30。京士柏選區投票站設位於九龍油麻地碧街51號東華三院羅裕積小學及九龍油麻地眾坊街80號油麻地街坊會學校。

### 選舉結果
| 政党   | 政党   | 候选人 | 票数  | %      | ±       |
| ------ | ------ | ------ | ----- | ------ | ------- |
|        | 獨立   | 陈文   | 30    | 1.16%  | %       |
|        | 獨立   | 鄧浩斌 | 780   | 30.08% | %       |
|        | 民協   | 林健文 | 1,515 | 58.43% | +17.51% |
|        | 自由黨 | 符傳富 | 268   | 10.33% | %       |
| 投票率 | 投票率 | 投票率 | 2,593 | 36.62% | +1.57%  |
| 多数票 | 多数票 | 多数票 | 735   | 28.35% |         |

官方宣布民協林健文當選。

### 選舉過後各候選人發展
- 林健文其後在2015年香港區議會選舉及2019年香港區議會選舉參選由京士柏選區分拆而成的油麻地北選區當選成功連任，於2016年香港立法會選舉後退出民協。
- 符傳富在2017年8月獲委任為運輸及房屋局政治助理。[12]

## 2014年南區區議會海怡西選區補選
是次補選是香港特別行政區成立後第29次進行的香港區議會議席補選。

### 背景
南區區議會海怡西選區區議員馮煒光因出任新聞統籌專員，自行辭去區議員一職，根據《區議會條例》，其民選議席空缺將進行補選。

### 補選前期工作
民政事務總署署長在2013年12月20日宣布南區區議會海怡西選區民選議員議席出缺。選舉事務處發言人在2014年1月3日宣布將3月23日定為補選日，以填補一個民選區議員議席空缺。提名期會在2014年2月7日至20日。

### 參選人

#### 正式候選人
（1）袁彌明
報稱零售董事，人民力量主席，曾以陳志全名單出選2012年香港立法會選舉新界東選區但最終只有陳志全當選。
（2）單仲偕
報稱立法會議員，民主黨成員，立法會議員（香港島選區），前葵青區議員（1985年至2003年），曾於2011年香港區議會選舉參選灣仔區大坑選區但落敗。
（3）陳家珮
報稱社區發展主任，新民黨成員。

### 投票日
補選於2014年3月23日（星期日）舉行，投票時間：香港時間7:30至22:30。海怡西選區投票站設位於香港島海怡半島東翼商場一樓海怡社區中心。

### 選舉結果
| 政党   | 政党     | 候选人 | 票数  | %      | ±       |
| ------ | -------- | ------ | ----- | ------ | ------- |
|        | 人民力量 | 袁彌明 | 1,083 | 26.90% | +22.16% |
|        | 民主黨   | 單仲偕 | 920   | 22.85% | -24.71% |
|        | 新民黨   | 陳家珮 | 2,023 | 50.25% | +2.77%  |
| 投票率 | 投票率   | 投票率 | 4,026 | 53.65% | +0.68%  |
| 多数票 | 多数票   | 多数票 | 940   | 23.35% |         |

官方宣佈陳家珮當選。

### 選舉過後各候選人發展
- 陳家珮其後在2015年香港區議會選舉參選海怡西選區，並以2945票成功連任。於2019年香港區議會選舉繼續參選海怡西選區落敗。
- 袁彌明其後在2015年香港區議會選舉參選海怡西選區，仍以2245票落敗。
- 單仲偕其後在2016年香港立法會選舉排名單第二位落選。於2019年香港區議會選舉參選葵青華麗選區，成功當選為重返區議會，並出任主席。

## 2014年離島區議會東涌北選區補選
是次補選是香港特別行政區成立後第30次進行的香港區議會議席補選。

### 背景
離島區議會東涌北選區區議員林悅，因偽造虛假工作及入息證明，向銀行申請按揭貸款669萬元，在區域法院承認兩項「企圖以欺騙手段取得金錢利益」罪名，被判入獄21個月、緩刑2年。按照區議會條例，凡被判刑超過三個月者，即使被判緩刑，一律必須褫奪其議席。

### 補選前期工作
民政事務總署署長在2014年1月10日宣布離島區議會東涌北選區一民選議員議席出缺。選舉事務處發言人在2014年1月24日宣布將4月27日定為補選日，以填補一個民選區議員議席空缺。提名期會在2014年3月5日至18日。

### 候選人

#### 正式候選人
（1）梁兆棠
報稱校長，沒有申報政治聯繫，但曾擔任離島區區議會委任區議員（2004年至2011年），香港教育工作者聯會黃楚標學校校長，同時為香港資助小學校長會主席和德育及國民教育科委員會成員。他曾大力支持開辦被受爭議的德育及國民教育科，並表明將《中國模式國情專題教學手冊》列為校內參考書。
（2）張芳嫻
報稱航空保安，沒有申報政治聯繫。
（3）余俊翔
報稱執業大律師，公民黨成員、地區發展主任。

### 投票日
補選於2014年4月27日（星期日）舉行，投票時間：香港時間7:30至22:30。東涌北選區投票站設位於大嶼山東涌文東路39號東涌市政大樓地下。

### 選舉結果
| 政党   | 政党   | 候选人 | 票数  | %      | ±      |
| ------ | ------ | ------ | ----- | ------ | ------ |
|        | 獨立   | 梁兆棠 | 1,299 | 48.36% |        |
|        | 獨立   | 張芳嫻 | 57    | 1.22%  |        |
|        | 公民黨 | 余俊翔 | 1,330 | 49.52% | +5.7%  |
| 投票率 | 投票率 | 投票率 | 2,686 | 40.47% | -2.23% |
| 多数票 | 多数票 | 多数票 | 31    | 1.16%  |        |

官方宣佈余俊翔當選。

### 選舉過後各候選人發展
- 余俊翔其後在2015年香港區議會選舉參選東涌北選區，連任失敗，及後轉任為法官。

## 2014年東區區議會南豐選區補選
是次補選是香港特別行政區成立後第31次進行的香港區議會議席補選。

### 背景
東區區議會南豐選區區議員，民主黨成員梁淑楨因嚴重中風，連續三次未得區議會同意下缺席區議會大會，根據《區議會條例》規定，區議員倘未得到區議會同意，而連續2次缺席區議會大會，就會即時喪失議員資格。

### 補選前期工作
民政事務總署署長在2014年2月13日宣布東區區議會南豐選區一民選議員議席出缺。選舉事務處發言人在2014年3月7日宣布將5月18日定為補選日，以填補一個民選區議員議席空缺。提名期會在2014年3月28日至4月10日。

### 候選人

#### 正式候選人
（1）張國昌（阿昌）
報稱社區主任/法律學士生，原議員梁淑楨議員助理，民主黨成員
（2）李清霞
報稱總幹事，東區區議會主席黃建彬（鄰近柏架山選區）議員助理，民建聯成員 

### 投票日
補選於2014年5月18日（星期日）舉行，投票時間：香港時間7:30至22:30。南豐選區投票站設位於香港鰂魚涌基利路1號鰂魚涌社區會堂地下。

### 選舉結果
| 政党   | 政党   | 候选人    | 票数  | %      | ±      |
| ------ | ------ | --------- | ----- | ------ | ------ |
|        | 民主黨 | ①. 張國昌 | 2,383 | 61.47% | +9.32% |
|        | 民建聯 | ②. 李清霞 | 1,494 | 38.53% |        |
| 投票率 | 投票率 | 投票率    | 3,877 | 49.49% | +6.68% |
| 多数票 | 多数票 | 多数票    | 889   | 22.94% |        |

官方宣佈張國昌當選。

### 選舉過後各人發展
- 梁淑楨最終於2014年11月10日離世。
- 張國昌其後在2015年香港區議會選舉參選南豐選區，當選成功連任。於2019年香港區議會選舉繼續參選南豐選區成功當選連任。
- 李清霞其後在2019年香港區議會選舉參選柏架山選區，成功當選為區議員。

## 2014年離島區議會坪洲及喜靈洲選區補選
是次補選是香港特別行政區成立後第32次進行的香港區議會議席補選。

### 背景
離島區議會坪洲及喜靈洲選區區議員安慶英，於2014年4月18日因癌症病逝。根據《區議會條例》，其民選議席空缺將進行補選。

### 補選前期工作
民政事務總署署長在2014年5月2日宣布離島區議會坪洲及喜靈洲選區一民選議員議席出缺。選舉事務處發言人在2014年5月23日宣布將9月7日定為補選日，以填補一個民選區議員議席空缺。提名期會在2014年7月25日至8月7日。

### 候選人

#### 正式候選人
（1）陳智連
報稱零售商，沒有申報政治聯繫，曾於2007年香港區議會選舉及2011年香港區議會選舉參選本選區落敗，事實上他是民主黨黨員
（2）曾秀好
報稱保安經理，沒有申報政治聯繫，被指為街工友好
（3）黃志林
報稱商人，沒有申報政治聯繫

### 投票日
補選於2014年9月7日（星期日）舉行，投票時間：香港時間7:30至22:30。坪洲及喜靈洲選區投票站設位於新界坪洲寶坪街6號坪洲市政大廈地下。

### 選舉結果
| 政党   | 政党   | 候选人 | 票数  | %      | ±      |
| ------ | ------ | ------ | ----- | ------ | ------ |
|        | 獨立   | 陳智連 | 296   | 13.05% | ▼3.57% |
|        | 獨立   | 曾秀好 | 1,249 | 55.05% |        |
|        | 獨立   | 黃志林 | 697   | 29.90% |        |
| 投票率 | 投票率 | 投票率 | 2269  | 60.96% |        |
| 多数票 | 多数票 | 多数票 | 552   | 25.15% |        |

官方宣佈曾秀好當選。

### 選舉過後各候選人發展
曾秀好其後在2015年香港區議會選舉及2019年香港區議會選舉參選坪洲及喜靈洲選區，均能當選成功連任，但其最終仍於任內的2022年，在位於坪洲墟的議員辦事處內自殺身亡。

## 2015年大埔區議會新富選區補選
是次補選是香港特別行政區成立後第33次進行的香港區議會議席補選。

### 背景
大埔區議會新富選區區議員，經民聯成員羅舜泉，因欺詐50萬元區議會津貼而被控4項欺詐罪。羅舜泉在3月31日被裁定全部罪名成立。在4月14日，裁判官索閱背景報告後，於粉嶺裁判法院判處即時監禁5個月。這是佔領運動後首次舉行的選舉。
根據《區議會條例》，其民選議席空缺將進行補選。

### 補選前期工作
政府於4月24日刊憲公告，根據《區議會條例》，羅舜泉在大埔區議會新富選區的民選議員議席，已於上月31日懸空，選舉事務處將會安排補選。選舉事務處發言人在2015年5月22日宣佈將7月19日定為補選日，以填補一個民選區議員議席空缺。提名期會在2015年5月28日至6月10日。

### 候選人

#### 正式候選人
（1）何萬傑（阿包）
報稱商人，沒有申報政治聯繫，為大埔區議會前主席何容生的兒子及大埔打鐵屻村村長。獲民建聯、新社聯及鄉議局支持。
（2）羅曉楓
報稱傳媒及對外事務主任，沒有申報政治聯繫，為原區議員羅舜泉的兒子及前經民聯大埔區辦事處地區幹事。獲新民黨葉劉淑儀推薦。
（3）郭永健
報稱政策研究員，工黨成員。曾代表大專2012參選2010年香港立法會地方選區補選及代表工黨與張超雄合組名單參選2012年香港立法會選舉但均落敗。獲泛民主派支持。

### 投票日
補選於2015年7月19日（星期日）舉行。投票時間：香港時間7:30至22:30。新富選區投票站設於新界大埔馬聰路8號羅定邦中學及錦山路170號挪威國際學校。

### 選舉結果
| 政党   | 政党         | 候选人 | 票数  | %      | ± |
| ------ | ------------ | ------ | ----- | ------ | - |
|        | 新界社團聯會 | 何萬傑 | 1,147 | 31.42% |   |
|        | 獨立         | 羅曉楓 | 1,111 | 30.44% |   |
|        | 工黨         | 郭永健 | 1,392 | 38.14% |   |
| 投票率 | 投票率       | 投票率 | 3,650 | 42.20% |   |
| 多数票 | 多数票       | 多数票 | 245   | 6.72%  |   |

官方宣佈郭永健當選。

### 選舉過後各候選人發展
- 郭永健其後在2015年香港區議會選舉參選新富選區，以2062票連任失敗，成為任期最短的區議員。
- 羅曉楓其後在2015年香港區議會選舉參選新富選區，以2445票成功當選，並於2017年加入經民聯。於2019年香港區議會選舉繼續參選新富選區落敗。

## 外部連結
- 選舉管理委員會－區議會選舉 （页面存档备份，存于）
- 區議會補選/選舉表格 （页面存档备份，存于）